# Liechtensteinische Fussballnationalmannschaft (U-15-Junioren)
Die liechtensteinische Fussballnationalmannschaft der U-15-Junioren repräsentiert Liechtenstein im internationalen U-15-Juniorenfussball und untersteht der Leitung des Liechtensteiner Fussballverbandes. 
Da es für diese Altersklasse keine Wettbewerbe der UEFA und FIFA gibt, bestreitet das Team nur Freundschaftsspiele.